# Minerva Reid
Minerva Ellen Reid (* 20. Oktober 1871 in Mono, Ontario, Kanada; † 28. April 1957 in Toronto, Kanada) war eine kanadische Medizinerin, Lehrerin und Politikerin. Sie war als erste Frau in Nordamerika Leiterin der Chirurgie am Women’s College Hospital in Toronto.

## Leben und Werk
Reid war das zehnte von 12 Kindern von John Reid und seiner Frau Margaret Henderson. Ihre Geschwister gaben ihr den Spitznamen Minnie. Nach dem Tod ihres Vaters zog ihre Mutter sie und ihre elf Geschwister groß und versorgte die Familienfarm. Sie und ihre Schwester Hannah gingen jeden Tag 2 Meilen zur Camilla Public School und mussten 5 Meilen zur High School in Orangeville laufen. Nachdem sie ihr Lehrerzertifikat erhalten hatte, zog sie nach Tillsonburg und lebte bei ihrem Bruder John Reid. Sie unterrichtete an der Watford High School und der Tillsonburg High School und verwendete das durch die Lehrtätigkeit verdiente Geld zur Finanzierung ihres Medizinstudiums.
Reid studierte ab 1901 an der medizinischen Fakultät University of Toronto und sie und ihre Schwester Hannah schlossen 1905 ihr Studium ab. Sie übernahm in Tillsonburg die Arztpraxis ihres Bruders, was diesem ermöglichte, in London am Royal College of Surgeons zu studieren. Sie ging 1911 nach London, wo sie sich für die Mitgliedschaft am Royal College of Surgeons of England (MRCS) qualifizierte und anschließend ein Lizenziat in Medizin (LM) an der Universität Dublin erwarb.

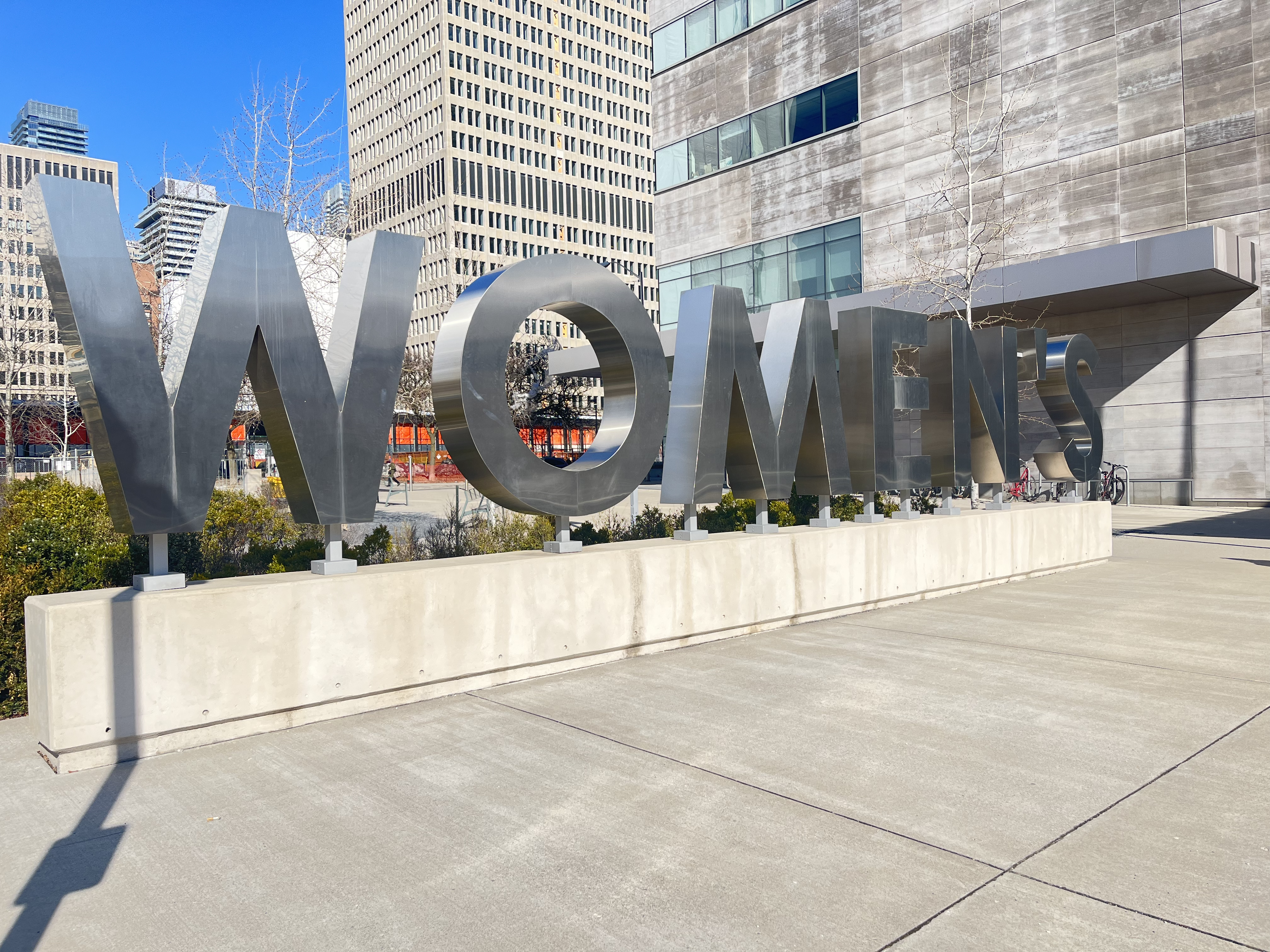
Außenschild des Women’s College Hospital, 2023

Nach ihrer Rückkehr nach Kanada 1914 eröffnete sie eine Arztpraxis in Toronto, wo sie mehr als 40 Jahre lang praktizierte. Sie gründete 1915 die Abteilung für Chirurgie am Women’s College Hospital und war bis 1925 Leiterin des chirurgischen Dienstes und war die erste Leiterin der Chirurgie in Nordamerika. Bis 1920 führte die Abteilung etwa 500 Operationen pro Jahr durch. Im Jahr 1999 fusionierte das Women’s College Hospital mit dem Sunnybrook Health Sciences Center und dem Orthopaedic and Arthritistic Institute zum Sunnybrook & Women’s College Hospital. Ihre Schwester Hannah leitete die Anästhesiologie. Sie waren beide im 1. Vorstand des Woman’s College Hospital.
Reid war von 1926 bis 1932 Mitglied des Toronto Board of Education. Sie kandidierte 1932 erfolglos für das Toronto Board of Control und scheiterte 1935 bei der Wahl zum Bundesunterhaus in High Park als Kandidatin für die Reconstruction Party of Canada. 1942 und 1943 kandidierte sie für das Toronto Board of Control.
1944 leitete sie mehrere Kundgebungen und sammelte fast 20.000 Unterschriften, um die Bundesregierung zu ersuchen, das Christie Street Hospital durch ein neues Sunnybrook Hospital für die Versorgung von Kriegsverwundeten zu ersetzen.
Reid ging 1938 aus dem Women College Hospital in den Ruhestand. 1955 starb ihre Schwester Hannah und sie zog sich im Alter von 83 Jahren endgültig aus ihrer Privatpraxis zurück. Sie starb zwei Jahre später und wurde neben ihrer Schwester Hannah auf dem Mono College Cemetery begraben.